# 1939年のイーグルス
1939年のイーグルス（1939ねんのイーグルス）では、1939年シーズンのイーグルスの動向をまとめる。
この年のイーグルスは、森茂雄選手兼任監督の3年目のシーズンである。

## チーム成績

### レギュラーシーズン
| 順位 | 球団           | 勝利 | 敗戦 | 引分 | 勝率 | ゲーム差 |
| ---- | -------------- | ---- | ---- | ---- | ---- | -------- |
| 優勝 | 東京巨人軍     | 66   | 26   | 4    | .717 | -        |
| 2位  | 大阪タイガース | 63   | 30   | 3    | .677 | 3.5      |
| 3位  | 阪急軍         | 58   | 36   | 2    | .617 | 9.0      |
| 4位  | 東京セネタース | 49   | 38   | 9    | .563 | 14.5     |
| 5位  | 南海軍         | 40   | 50   | 6    | .444 | 25.0     |
| 6位  | 名古屋軍       | 38   | 53   | 5    | .418 | 27.5     |
| 7位  | 名古屋金鯱軍   | 36   | 56   | 4    | .391 | 30.0     |
| 8位  | ライオン軍     | 33   | 58   | 5    | .363 | 32.5     |
| 9位  | イーグルス     | 29   | 65   | 2    | .309 | 38.0     |

## できごと
投手は、望月潤一と亀田忠の２人でほぼしのいだシーズンであり、２人ともシーズン最多の27敗を喫した。
打線が弱く、１試合平均1.88点であった。
その結果、球団初の最下位となってしまった。